# Александровка (Киселёвский городской округ)
Александровка — деревня в Киселёвском городском округе Кемеровской области.

## География
Александровка расположена примерна в 10 км от Киселёвска, омывается рекой Инчереп. Рядом с ней расположено одноимённое СНТ.

## Население
| 2010 |
| ---- |
| 30   |

По данным Всероссийской переписи населения на 2010 год, в деревне проживало 30 человек (20 женщин и 10 мужчин).

## Улицы[2]
- Абрикосовая ул.
- Александровская ул.
- Алексеевская ул.
- Береговая ул.
- Брусничная ул.
- Букетная ул.
- Васильковая ул.
- Вахрушевская ул.
- Водная ул.
- Дальняя ул.
- Дачная ул.
- Дорожная ул.
- Дубовая ул.
- Загородная ул.
- Загородный пер.
- Заречная ул.
- Зеленая ул.
- Земляничная ул.
- Карьерная ул.
- Каштановая ул.
- Кедровая ул.
- Киселевская ул.
- Краснокаменская ул.
- Лесная ул.
- Лилейная ул.
- Луговая ул.
- Малиновая ул.
- Медовая ул.
- Можжевеловая ул.
- Нижняя ул.
- Облепиховая ул.
- Огоньковая ул.
- Огородная ул.
- Пихтовая ул.
- Прохладная ул.
- Прудная ул.
- Рассветная ул.
- Речная ул.
- Родниковая ул.
- Розовая ул.
- Ромашковая ул.
- Рябиновая ул.
- Садовая ул.
- Светлая ул.
- Сиреневая ул.
- Соловьиная ул.
- Сосновая ул.
- Тайбинская ул.
- Тенистая ул.
- Урожайная ул.
- Фруктовая ул.
- Хвойная ул.
- Цветочная ул.
- Центральная ул.
- Черемуховая ул.
- Яблоневая ул.
- Ягодная ул.
- Ясная ул.